# Aulacodes endosaris
Aulacodes endosaris là một loài bướm đêm trong họ Crambidae.